# Hypochaeris lutea
Hypochaeris lutea là một loài thực vật có hoa trong họ Cúc. Loài này được (Vell.) Britton mô tả khoa học đầu tiên năm 1893.